# Sèvres-Anxaumont
Sèvres-Anxaumont est une commune du centre-ouest de la France, située dans le département de la Vienne (région Nouvelle-Aquitaine).
Ses habitants sont appelés les Sadébriens et les Sadébriennes.

## Géographie
Sèvres-Anxaumont est une commune rurale.

### Localisation
La commune est proche du parc naturel régional Loire-Anjou-Touraine.

### Communes limitrophes
Sèvres-Anxaumont est située à 10 km au sud-est de Poitiers, qui est la plus grande ville des environs.
| Poitiers           | Bignoux          | Lavoux             |
|                    | Sèvres-Anxaumont |                    |
| Mignaloux-Beauvoir |                  | Saint-Julien-l'Ars |

.

### Géologie et relief
La région de Sèvres-Anxaumont présente un paysage de plaines vallonnées plus ou moins boisées et de vallées. Le terroir se compose :
- de terres de brandes pour 92 % sur les plateaux du Seuil du Poitou ;
- de groies moyennement profondes pour 8 % dans les plaines (Les groies sont des terres du sud-ouest de la France, argilo-calcaires peu profondes - en général de moins de  50 cm d’épaisseur - et  plus ou moins riches en cailloux. Elles sont fertiles et saines et donc, propices à la polyculture céréalière).

### Climat
Pour des articles plus généraux, voir Climat de la Nouvelle-Aquitaine et Climat de la Vienne.
Historiquement, la commune est exposée à un climat océanique du nord-ouest.  
En 2020, Météo-France publie une typologie des climats de la France métropolitaine dans laquelle la commune est exposée à un climat océanique altéré et est dans la région climatique  Poitou-Charentes, caractérisée par un bon ensoleillement, particulièrement en été et des vents modérés.
Pour la période 1971-2000, la température annuelle moyenne est de 11,7 °C, avec une amplitude thermique annuelle de 14,7 °C. Le cumul annuel moyen de précipitations est de 729 mm, avec 10,8 jours de précipitations en janvier et 6,9 jours en juillet. Pour la période 1991-2020, la température moyenne annuelle observée sur la station météorologique la plus proche, située sur la commune de Biard à 12,19 km à vol d'oiseau, est de 0,0 °C et le cumul annuel moyen de précipitations est de 0,0 mm,. Pour l'avenir, les paramètres climatiques de la commune estimés pour 2050 selon différents scénarios d'émission de gaz à effet de serre sont consultables sur un site dédié publié par Météo-France en novembre 2022.

### Voies de communication et transports
Les gares et les haltes ferroviaires les plus proches sont situées à : Mignaloux-Nouaille situé à 6,4 km, Poitiers (TGV) à 10,3 km, Ligugé (halte) à 11,5 km, Chasseneuil-du-Poitou (halte) à 11,6 km et au Futuroscope (TGV) à 13,1 km.
L'aéroport le plus proche est l'aéroport de Poitiers-Biard situé à 12,4 km.

## Urbanisme

### Typologie
Au 1er janvier 2024, Sèvres-Anxaumont est catégorisée bourg rural, selon la nouvelle grille communale de densité à sept niveaux définie par l'Insee en 2022.
Elle est située hors unité urbaine. Par ailleurs la commune fait partie de l'aire d'attraction de Poitiers, dont elle est une commune de la couronne,. Cette aire, qui regroupe 97 communes, est catégorisée dans les aires de 200 000 à moins de 700 000 habitants,.

### Occupation des sols
L'occupation des sols de la commune, telle qu'elle ressort de la base de données européenne d’occupation biophysique des sols Corine Land Cover (CLC), est marquée par l'importance des territoires agricoles (70,8 % en 2018), en diminution par rapport à 1990 (73,5 %). La répartition détaillée en 2018 est la suivante : 
terres arables (56,8 %), forêts (18,5 %), zones agricoles hétérogènes (12,2 %), zones urbanisées (10,7 %), prairies (1,8 %). L'évolution de l’occupation des sols de la commune et de ses infrastructures peut être observée sur les différentes représentations cartographiques du territoire : la carte de Cassini (XVIIIe siècle), la carte d'état-major (1820-1866) et les cartes ou photos aériennes de l'IGN pour la période actuelle (1950 à aujourd'hui).

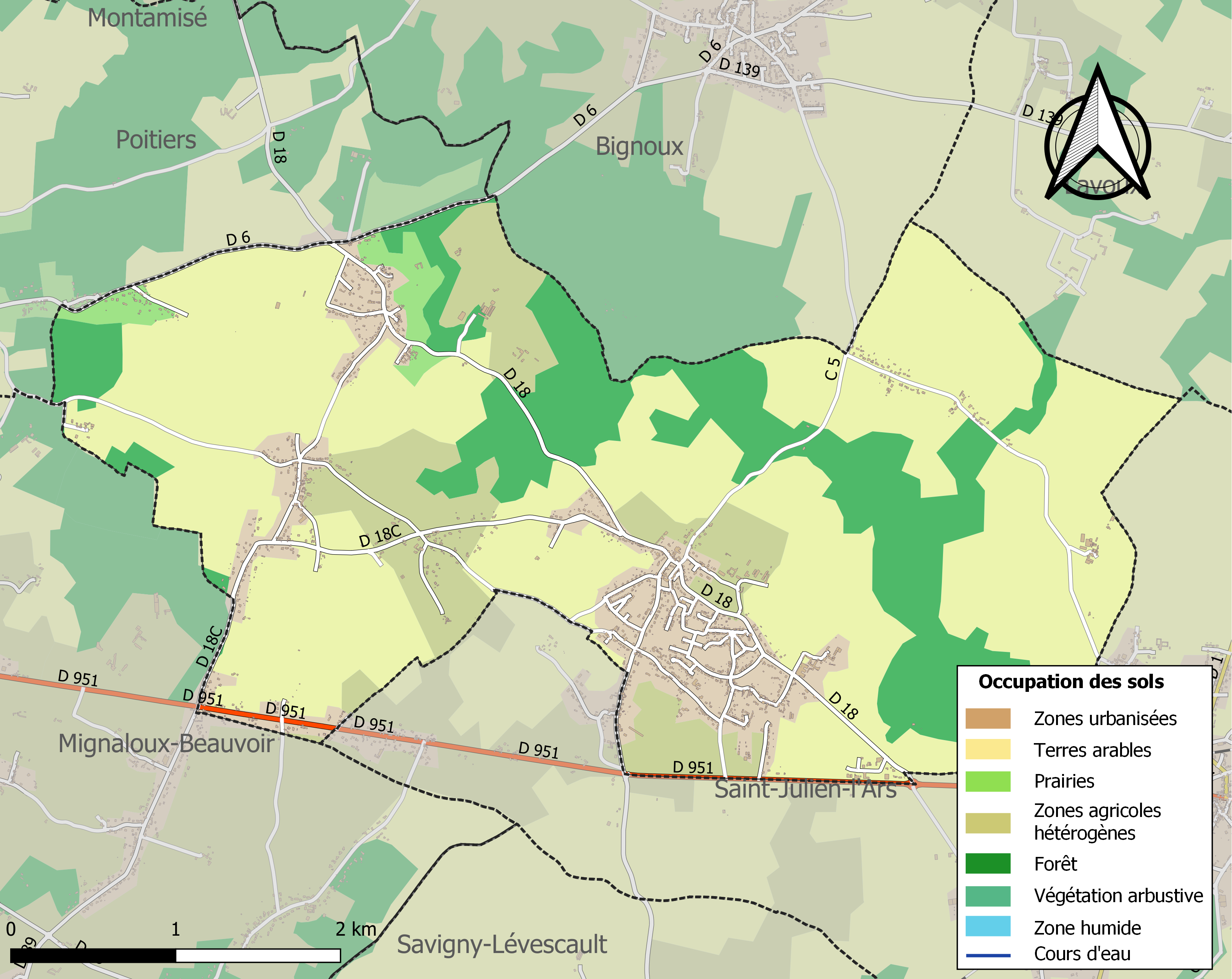
Carte des infrastructures et de l'occupation des sols de la commune en 2018 (CLC).

### Risques majeurs
Le territoire de la commune de Sèvres-Anxaumont est vulnérable à différents aléas naturels : météorologiques (tempête, orage, neige, grand froid, canicule ou sécheresse), mouvements de terrains et séisme (sismicité modérée). Il est également exposé à deux risques technologiques,  le transport de matières dangereuses et le risque nucléaire. Un site publié par le BRGM permet d'évaluer simplement et rapidement les risques d'un bien localisé soit par son adresse soit par le numéro de sa parcelle.

#### Risques naturels

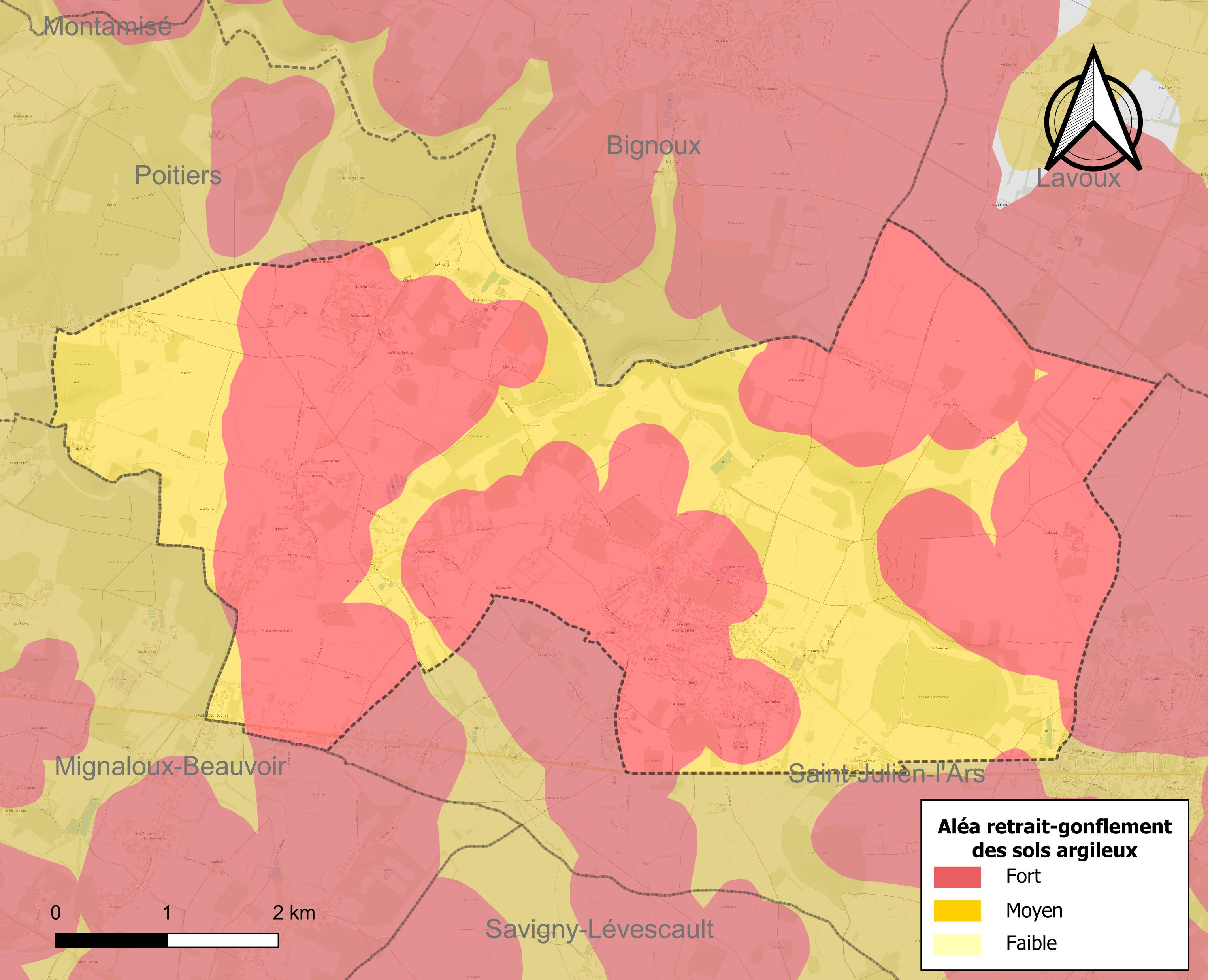
Carte des zones d'aléa retrait-gonflement des sols argileux de Sèvres-Anxaumont.

Les mouvements de terrains susceptibles de se produire sur la commune sont des affaissements et effondrements liés aux cavités souterraines (hors mines) et des tassements différentiels. Afin de mieux appréhender le risque d’affaissement de terrain, un inventaire national permet de localiser les éventuelles cavités souterraines sur la commune. Le retrait-gonflement des sols argileux est susceptible d'engendrer des dommages importants aux bâtiments en cas d’alternance de périodes de sécheresse et de pluie. La totalité de la commune est en aléa moyen ou fort (79,5 % au niveau départemental et 48,5 % au niveau national). Depuis le 1er octobre 2020, en application de la loi ÉLAN, différentes contraintes s'imposent aux vendeurs, maîtres d'ouvrages ou constructeurs de biens situés dans une zone classée en aléa moyen ou fort,.
La commune a été reconnue en état de catastrophe naturelle au titre des dommages causés par les inondations et coulées de boue survenues en 1982, 1999 et 2010, par la sécheresse en 1991, 1992, 2003, 2005, 2011 et 2017 et par des mouvements de terrain en 1999 et 2010.

#### Risque technologique
La commune étant située dans le périmètre du plan particulier d'intervention (PPI) de 20 km autour de la centrale nucléaire de Civaux, elle est exposée au risque nucléaire. En cas d'accident nucléaire, une alerte est donnée par différents médias (sirène, sms, radio, véhicules). Dès l'alerte, les personnes habitant dans le périmètre de 2 km se mettent à l'abri. Les personnes habitant dans le périmètre de 20 km peuvent être amenées, sur ordre du préfet, à évacuer et ingérer des comprimés d’iode stable,,.

## Toponymie
Les deux communes de Sèvres et d’Anxaumont fusionnent en 1820.
Le nom de Sèvres provient de la contraction du mot Sadebria issu de sade, élément obscur de la langue gauloise et du suffixe celtique briga qui désigne une hauteur. Anxaumont est composé de esse qui est une racine pré-latine et de monte qui désigne aussi une hauteur.

## Histoire
Comme le reste de la France, Anxaumont accueille favorablement les avancées de la Révolution française. Elle plante ainsi son arbre de la liberté, symbole de la Révolution.

## Politique et administration
Au cours de son histoire le bourg a eu les noms suivants : Saivre en 1793, puis Cevre en 1881 et, enfin, depuis 1937 Sèvres-Anxaumont.

### Liste des maires
| Période                                  | Période                       | Identité                                                         | Étiquette        | Qualité |
| ---------------------------------------- | ----------------------------- | ---------------------------------------------------------------- | ---------------- | --- |
| 1838                                     | 1852                          | Louis de Lastic Saint-Jal                                        |                  | |
| Les données manquantes sont à compléter. |                               |                                                                  |                  | |
| 1860                                     | 1870                          | Louis de Lastic Saint-Jal                                        |                  | |
| Les données manquantes sont à compléter. |                               |                                                                  |                  | |
| 1888                                     | ?                             | Eugène Arnaudeau                                                 | Conservateur     | Sénateur de la Vienne (1877 → 1891)                                                                                |
| Les données manquantes sont à compléter. |                               |                                                                  |                  | |
| 1908                                     | 1919                          | Louis Chabanne                                                   |                  | Agriculteur |
| Maire en 1920                            | ?                             | Camille Gerbier                                                  |                  | |
| Les données manquantes sont à compléter. |                               |                                                                  |                  | |
| ?                                        | ?                             | M. Dumas                                                         |                  | |
| mai 1953                                 | mars 1971                     | Joseph de La Porte du Theil                                      |                  | Ancien général de corps d'armée                                                                                    |
| mars 1971                                | 1973 (démission)              | Camille Faure                                                    | UDF              | Ingénieur EDF |
| 1973                                     | mars 1983                     | Renée de La Porte du Theil, Fille de Joseph de La Porte du Theil |                  | |
| mars 1983                                | juin 1995                     | Fernand Haie                                                     |                  | Instituteur |
| juin 1995                                | mai 2020                      | Nicole Merle                                                     | DVD              | Directrice d'agence bancaire retraitée Présidente de la CC de Vienne et Moulière (2000 → ?) Réélue en 2008 et 2014 |
| mai 2020                                 | En cours (au 19 janvier 2021) | Romain Mignot                                                    | SE puis Horizons | Chargé de mission                                                                                                  |

### Instances judiciaires et administratives
La commune relève du tribunal d'instance de Poitiers, du tribunal de grande instance de Poitiers, de la cour d'appel  de Poitiers, du tribunal pour enfants de Poitiers, du conseil de prud'hommes de Poitiers, du tribunal de commerce de Poitiers, du tribunal administratif de Poitiers et de la cour administrative d'appel  de  Bordeaux, du tribunal des pensions de Poitiers, du tribunal des affaires de la Sécurité sociale de la Vienne, de la cour d’assises de la Vienne.

### Service public
Les bureaux de La Poste les plus proches de Sèvres-Anxaumont sont situés à Saint-Julien-l'Ars (à 3,4 km), à Savigny-Lévescault (à 4 km) et Mignaloux-Beauvoir (à 5 km).

### Politique environnementale
Dans son palmarès 2024, le Conseil national de villes et villages fleuris de France a attribué deux fleurs à la commune.

## Population et société

### Démographie
L'évolution du nombre d'habitants est connue à travers les recensements de la population effectués dans la commune depuis 1793. Pour les communes de moins de 10 000 habitants, une enquête de recensement portant sur toute la population est réalisée tous les cinq ans, les populations de référence des années intermédiaires étant quant à elles estimées par interpolation ou extrapolation. Pour la commune, le premier recensement exhaustif entrant dans le cadre du nouveau dispositif a été réalisé en 2008.

En 2022, la commune comptait 2 354 habitants, en évolution de +10 % par rapport à 2016 (Vienne : +0,6 %, France hors Mayotte : +2,11 %).
| 1793 | 1800 | 1806 | 1821 | 1831 | 1836 | 1841 | 1846 | 1851 |
| ---- | ---- | ---- | ---- | ---- | ---- | ---- | ---- | ---- |
| 189  | 163  | 158  | 373  | 299  | 338  | 336  | 356  | 366  |

| 1856 | 1861 | 1866 | 1872 | 1876 | 1881 | 1886 | 1891 | 1896 |
| ---- | ---- | ---- | ---- | ---- | ---- | ---- | ---- | ---- |
| 348  | 365  | 410  | 420  | 450  | 470  | 483  | 465  | 479  |

| 1901 | 1906 | 1911 | 1921 | 1926 | 1931 | 1936 | 1946 | 1954 |
| ---- | ---- | ---- | ---- | ---- | ---- | ---- | ---- | ---- |
| 442  | 474  | 469  | 460  | 441  | 450  | 432  | 416  | 529  |

| 1962 | 1968 | 1975 | 1982  | 1990  | 1999  | 2006  | 2008  | 2013  |
| ---- | ---- | ---- | ----- | ----- | ----- | ----- | ----- | ----- |
| 547  | 627  | 954  | 1 346 | 1 601 | 1 779 | 1 888 | 1 902 | 2 016 |

| 2018  | 2022  | - | - | - | - | - | - | - |
| ----- | ----- | - | - | - | - | - | - | - |
| 2 222 | 2 354 | - | - | - | - | - | - | - |

En 2008, selon l’INSEE, la densité de population de la commune était de 49 hab./km2, 61 hab./km2 pour le département, 68 hab./km2 pour la région Poitou-Charentes et 115 hab./km2 pour la France.
Sèvres-Anxaumont a connu une nette hausse de 13 % de sa population par rapport à 1999.
La répartition par sexe de la population selon l'INSEE est la suivante :
- En 2010 : les hommes représentent 46,8 % et les femmes 53,2 %.

### Enseignement
La commune de Sèvres-Anxaumont dépend de l' académie de Poitiers et les écoles primaires de la commune dépendent de l'inspection académique de la Vienne. Sèvres-Anxaumont a une école maternelle publique et une école primaire publique.

## Économie

### Agriculture
Selon la direction régionale de l'Alimentation, de l'Agriculture et de la Forêt de Poitou-Charentes, il n'y a plus que 12 exploitations agricoles en 2010 contre 15 en 2000.
Les surfaces agricoles utilisées ont diminué et sont passées de 759 hectares en 2000 à 632 hectares en 2010 dont 641 sont irrigables soit plus de la moitié des surfaces. 66 % sont destinées à la culture des céréales (blé tendre essentiellement mais aussi orges et maïs), 24 % pour les oléagineux (colza), et 2 % restent en herbe. En 2000, 2 hectares (0 en 2010) étaient consacrés à la vigne.
Les élevages d'ovins ont disparu au cours de cette décennie (45 têtes réparties sur 4 fermes en 2000).

### Commerces
Selon l'INSEE, en 2009, il restait deux commerces au sein du bourg, à savoir une boulangerie et un commerce de produits surgelés.

## Culture locale et patrimoine

### Lieux et monuments

#### Patrimoine religieux
- La croix du cimetière de Sèvres-Anxaumont est classée monument historique depuis 1928.
- L'église Saint-Nicolas, inscrite comme monument historique depuis 1935 pour sa façade occidentale[37].
- Les vitraux contemporains de l'église créés au milieu des années 2000 par Maryline Monel (concours organisé par la mairie de Sèvre-Anxaumont et le musée du Vitrail. Jury présidé par Nicolas Courteix).

#### Patrimoine naturel
La commune abrite une zone naturelle d'intérêt écologique, faunistique et floristique(ZNIEFF) qui couvre 3 % de la surface communale, le bois de Lirec.

##### Le bois de Lirec
Le bois de Lirec est situé à une dizaine de kilomètres seulement à l’est de l’agglomération poitevine. Il est à cheval sur le territoire de deux communes : Bignoux et Sèvres-Anxaumont. Il fait partie d’un chapelet de boisements satellites privés ceinturant le grand complexe forestier de la forêt domaniale de Moulière. Le bois est une chênaie qui est traitée en futaie. Il inclut des secteurs mixtes feuillus et résineux et quelques coupes de régénération. Le bois est entièrement clôturé par un grillage de 2 m de hauteur.
La structure et l’âge des peuplements forestiers ainsi que la proximité du grand massif de Moulière expliquent la présence d’un nombre important d’espèces d’oiseaux sylvicoles. La nidification de l’Autour des palombes, espèce rare en France et dont la population totale n’excède pas 3 000  couples, est un des arguments qui peut justifier la protection de ce bois. Ce rapace sédentaire affectionne les grands massifs boisés où il est à l’abri des dérangements. Il a longtemps été persécuté par l’homme en raison de sa prédilection pour les oiseaux de bassecour et, plus particulièrement, les pigeons domestiques, dont la capture était plus aisée que ses proies sauvages (geais, pigeons, tourterelles, corneilles). Le bois de Lirec  avec sa clôture et ses grands chênes, offre à l’Autour mâle un site où il pourra, dès le mois de janvier, construire ou réparer une ou plusieurs aires volumineuses situées en grande hauteur, en général le long d’un tronc de chêne mature. Ces aires doivent attirer une femelle avec laquelle il s’accouplera en mars. La ponte est déposée dans le courant du mois d’avril et les deux  à trois jeunes écloront en mai après 38 jours d’incubation. Ils séjourneront au nid durant sept semaines environ mais, même après leur envol, ils resteront encore trois semaines au moins autour de l’aire où ils continueront à être nourris par la femelle. Le bois de Lirec abrite un ou plusieurs des 50-100 couples nicheurs recensés dans le département de la Vienne (sur une population totale en région Poitou-Charentes estimée à 180-280 couples). C’est une espèce très sensible aux dérangements. L’Autour des palombes a besoin d’une tranquillité maximale lors de tout son cycle de nidification, ce qui conduit à proscrire les travaux forestiers perturbants entre le 15 mars et le 15 juillet. La conservation d’un habitat intact - la futaie caducifoliée âgée - et non artificialisé (limitation des introductions de résineux) est également un facteur essentiel pour le maintien de l’espèce.
Le bois de Lirec abritent d’autres espèces avicoles et sylvicoles peu communes, voire franchement rares telles que le Grosbec casse-noyaux, un passereau au régime alimentaire original constitué par les akènes, graines et baies de divers arbres et arbustes ; ou le Pouillot siffleur, un passereau insectivore inféodé aux forêts âgées à canopée élevée ; ou le Bouvreuil pivoine, espèce plutôt nordique et "montagnarde", très disséminée en région Poitou-Charentes ; ou  l’ Engoulevent d’Europe, un rapace qui fait l’objet d’une protection sur tout le territoire français.

##### Les arbres remarquables
Selon l'Inventaire des arbres remarquables de Poitou-Charentes, il y a un arbre remarquable sur la commune qui est un chêne rouge d'Amérique.

### Personnalités liées à la commune
- Joseph de La Porte du Theil, fondateur des Chantiers de jeunesse sous Vichy

## Sources